# Resveratrol
Resveratrol er en polyfenol (antioxidant) der findes i vindruer, hindbær og mørk chokolade. Stoffet findes i skallen af røde druer, der benyttes ved fremstilling af rødvin, og normalt findes resveratrol i rødvin op til 7mg/l, men i Australien er det lykkedes at fremstille en rødvin med op til 100mg/l. Vinen smager som normalt, og skulle have mange gode egenskaber, når man drikker det i begrænset mængde.
Resveratrol skulle angiveligt hindre kræft, forbedre insulinfølsomheden og hjertekarsygdomme (Iskæmiske hjertesygdomme) og måske hæmme Alzheimers. Det er efterhånden velundersøgt i forskellige dyremodeller, lige fra gærceller, bananfluer, orme, til gnavere mus og rotter, hvor det generelt ser ud til at øge livslængden. Hos gnavere ser det ud til kunne normalisere livslængden hos overvægtige mus, mens normalvægtige mus der blev behandlet med resveratrol ikke fik længere livslængde. Dog fandtes tegn på at aldringsfænomener hos de slanke mus blev hæmmet (nedsat udvikling af Katarakt (grå stær),osteoporose og bedre motorik).
Enkelte undersøgelser i mennesker har vist en effekt på type 2 diabetes og blodsukker(HbA1c)og systolisk blodtryk. . En meta-analyse af de nuværende studier på type 2 diabetes viser en positiv effekt, på tværs af de nyeste studier  De effektive doser anvendt mod type 2 diabetes, er meget høje, der blev f.eks. brugt 1.5 gram per dag i et af studierne 
Resultaterne fra de første studier på resveratrols effekt på cancer i mennesker, har vist en positiv effekt på tarmcancer, flere kliniske studier er nødvendige for, at fastslå om det er effektivt og sikkert.   . Andre studier har vist effekter af resveratrol på fedtvæv fra mennesker når fedtvævet dyrkes i dyrkningsmedie i inkubatorer .. Disse fund indikerer at resveratrol hæmmer betændelsesreaktionen i fedtvævet, hvilket sandsynligvis vil medføre en gavnlig effekt hos overvægtige, hvor netop "low-grade" inflammation i fedtvævet menes at kunne medføre flere af de følgesygdomme der ses ved overvægt/fedme. Med baggrund i disse studier påbegyndes i efteråret 2011 i Danmark et af verdens største kliniske forsøg med effekter af resveratrol i mennesker. Projektet "LIRMOI", som er en forkortelse af "Long-term Investigation of Resveratrol on Management of Metabolic syndrome, Osteoporosis and Inflammation, and Identification of plant derived anti-inflammatory compounds", er støttet af det Strategiske Forskningsråd i Danmark Arkiveret 19. september 2011 hos  Wayback Machine med 19 mill kr. Yderligere information kan findes her http://www.lirmoi.com Arkiveret 19. januar 2019 hos  Wayback Machine. I disse forskellige projekter undersøges effekten af resveratrol på fedtindhold i leveren, insulinfølsomheden, fedtaflejring i bughulen, "lowgrade inflammation", ændringer i gen-ekspressionen i fedt- muskel og levervæv. Endelig vil omsætningen af resveratrol hos mennesker blive undersøgt i detaljer.
For med sikkkerhed at kunne belyse de eventuelle gavnlige effekter på de følgesygdomme der opstår til overvægt, løber studierne over 6 til 12 måneder.
I et andet studie af resveratrol som antioxidant viste det sig at være gavnligt for rygere.  Forskning offentliggjort i 2009 fremviste, at resveratrol udøver sin anti-inflammatoriske og antioxiderende virkning via det endocannabinoide system og receptoren kaldet CB1, og som ligner den der produceres af en CB1 antagonist/invers agonist. 
En undersøgelse fra Aarhus Universitet og Aarhus Universitetshospital, offentliggjort oktober 2014, viser, at resveratrol i forholdsvis store doser stimulerer de knogledannende celler i kroppen hos mennesker, hvilket giver forskerne håb om, at resveratrol på sigt kan have potentiale i behandling af osteoporose. Forskergruppen understreger dog, at der er brug for yderligere forsøg, før det kan afgøres, hvorledes resveratrol kan virke i fremtiden, samt om der er eventuelle bivirkninger ved længere tids brug af store doser af stoffet.